# Suszka (województwo zachodniopomorskie)
Suszka – osada w Polsce położona w województwie zachodniopomorskim, w powiecie koszalińskim, w gminie Sianów.
Według danych z 30 czerwca 2003 r. osada miała 9 mieszkańców.
W latach 1975–1998 miejscowość administracyjnie należała do województwa koszalińskiego.